# Keene (Nueva York)
Keene es un pueblo ubicado en el condado de Essex en el estado estadounidense de Nueva York. En el año 2000 tenía una población de 1.063 habitantes y una densidad poblacional de 2.6 personas por km².

## Geografía
Keene se encuentra ubicado en las coordenadas 44°13′0″N 73°47′18″O / 44.21667, -73.78833.

## Demografía
Según la Oficina del Censo en 2000 los ingresos medios por hogar en la localidad eran de $34,226, y los ingresos medios por familia eran $44,250. Los hombres tenían unos ingresos medios de $35,417 frente a los $22,083 para las mujeres. La renta per cápita para la localidad era de $17,037. Alrededor del 4.7% de la población estaban por debajo del umbral de pobreza.